# Стивенс, Эйприл
Э́йприл Сти́венс (англ. April Stevens, имя при рождении Кэролайн Винчинетт Лотемпио (англ. Caroline Vincinette LoTempio); 29 апреля 1929, Ниагара-Фолс, Нью-Йорк — 17 апреля 2023, Скотсдейл, Аризона) — американская поп-певица, обладательница премии Грэмми. Известна также выступлениями в дуэте Nino Tempo & April Stevens со своим младшим братом. Внесена в Зал славы музыки Ниагара-Фолс.

## Биография

### Детство и сольная карьера
Кэрол Винчинетт Лотемпио родилась 29 апреля 1929 года в Ниагара-Фолс, штат Нью-Йорк, в семье потомков сицилийских иммигрантов Сэмюэля и Анны (Донии) Лотемпио. Её мать была домохозяйкой, а отец бакалейщиком. Её музыкально одарённый брат Энтони Барт Лотемпио пел на сцене с Бенни Гудменом ещё не достигнув десяти лет. Чтобы развивать музыкальную карьеру сына, семья переехала в Лос-Анджелес, где Кэрол училась в средней школе Белмонт.
Брат с сестрой начали сольные музыкальные карьеры: он был джазовым саксофонистом, игравшим с такими артистами, как Бобби Дарин, а она стала певицей, записывая популярные версии песен. Девушка начала свою музыкальную карьеру в 1951 году в возрасте двадцати двух лет под псевдонимом Эйприл Стивенс. Самой популярной сольной записью молодой певицы стала песня «I’m in Love Again», написанная Коулом Портером и записанная на лейбле RCA Records вместе с оркестром, дирижируемом Анри Рене. В 1951 году песня добралась до 6 места в поп-чартах. В том же году песня «Gimme a Little Kiss, Will Ya, Huh?» добралась до 10 места в чартах, а следующая песня «And So to Sleep Again» достигла только 27 места.
В 1959 году Эйприл Стивенс снова попала в американские чарты с песней «Teach Me Tiger», вызвавшей резонанс из-за своего сексуального подтекста и, как следствие, не транслировалась на ряде радиостанций. Но даже несмотря на это, песня добралась до 86-го места в Billboard Hot 100.

### Дуэт с братом
В сентябре 1963 года на лейбле Atco вышла песня «Deep Purple», которую Стивенс записала со своим братом Антонино Лотемпио (поющим под сценическим именем Нино Темпо). Музыку «Deep Purple» написал в 1933 году пианист Питером Дероз, а в 1938 году слова к ней были написаны Митчеллом Пэришем. 16 ноября версия Темпо и Стивенс достигла первой строчки Billboard Hot 100. В качестве сессионного музыканта в записи песни принял участие Глен Кэмпбелл. В 1964 году за «Deep Purple» дуэт Nino Tempo & April Stevens получил Грэмми в категории «Лучшая рок-н-ролльная запись». Продавшись тиражом более миллиона экземпляров, пластинка получила статус золотой. Брат и сестра выпустили ещё несколько популярных записей, попадавших в чарты, но они больше никогда не достигали в них первой строчки. Стиль поп-музыки с джазовыми нотками вскоре уступил место рок-н-роллу времён британского вторжения, а в 1964 году The Beatles впервые возглавили чарты Billboard.
Дуэт выступал на шоу American Bandstand, делил сцену с Righteous Brothers и Beach Boys и участвовал в концертах в США, Европе и Австралии. В 1964 году у дуэта вышел сингл «Whispering» с похожей на «Deep Purple» аранжировкой, песня добралась до 11 места в чарте синглов Hot 100, а «Stardust» смогла пробиться до 32 места. В 1966 году их другая запись, «All Strung Out» достигла 26-го места в американском Hot 100. После распада дуэта Стивенс так и не вернулась на сцену, хотя её брат продолжил музыкальную карьеру как джазовый саксофонист.
17 апреля 2023 года Эйприл Стивенс умерла в Скотсдейле, штат Аризона, в возрасте 93 лет.

## Награды
- 1963 — песня «Deep Purple» в исполнении Нино Темпо и Эйприл Стивенс, премия «Грэмми» в номинации Best Rock & Roll Recording[7].